# 馬雅語系
馬雅語系是一支使用於墨西哥東南一直到中美洲北部的語系，最遠到達宏都拉斯，最早可追溯到五百年前前哥倫布時期的中部美洲（包括中美洲與墨西哥），雖然現今這些地區的官方語言為西班牙語（貝里斯是英語），但各種馬雅語的同源語至今仍是當地超過六百萬個居民的第一或第二語言，在古典時期（西元 600 - 800 年）以及更晚一點的西班牙人入侵的期間，馬雅人的語言被書寫在建築物、陶器、及寫在樹皮紙上的法典，現今稱他們使用的文字為瑪雅象形文字。

## 馬雅語支系

### 猶加敦馬雅語
使用最廣泛的馬雅語言被語言學者稱為猶加敦馬雅語，但有時其使用者也將之簡稱為馬雅語，被使用於墨西哥的猶加敦半島（Yucatan，又稱猶卡坦），還有貝里斯北方及瓜地馬拉的沛登省地區。猶加敦馬雅語的古象形文發現於前哥倫布時期的馬雅文明所留下來的遺址，例如奇琴伊察，它在西班牙殖民時期有很豐富的文學創作，至今仍是猶加敦鄉村地區的母語，甚至在這裡的很多城鎮，一些祖先是西班牙人的猶加敦人對於這種語言也會有一些實用上的認識。

### 喬爾語
第二個語言（或方言）是喬爾語，在語言的歷史上具有最重要的地位。喬爾語曾廣泛地使用於中美洲，但現今只在墨西哥的恰帕斯州

### 古典馬雅語
古典馬雅語與現代的喬爾語和猶加敦馬雅語有很近的關係：古典馬雅語為後兩者的前身，亦即喬爾語與猶加敦馬雅語是古典馬雅語後來的分支。關於古典馬雅語的紀錄，我們可以在馬雅的碑銘上端倪。

### 基切馬梅語支
在瓜地馬拉的高地是基切馬梅語支的各種語言與方言，包括獨特的基切語、加齊給語、凱克其語、蘇都伊語、波克曼語，以及馬梅語；著名的馬雅聖書《波波爾·烏》就是以基切語寫成。使用於西邊高地的維維坦納哥，則是波普提語。

### 瓦斯提克語
瓦斯提克語使用於中東部的墨西哥，雖然歸類為馬雅語族，但無論是從語言學或地理位置上來看，它和同個語族其他語言的關係都來得較遠。

## 一覽
- 喬爾澤套語支
  - 喬爾語（Ch'ol）
  - 奇奧蒂語（Ch'orti'）
  - 瓊塔爾語（Chontal）
  - 澤套語（Tzeltal）
  - 索西語（Tzotzil）
- 瓦斯蒂克語支
  - 瓦斯蒂克語（Huasteco）

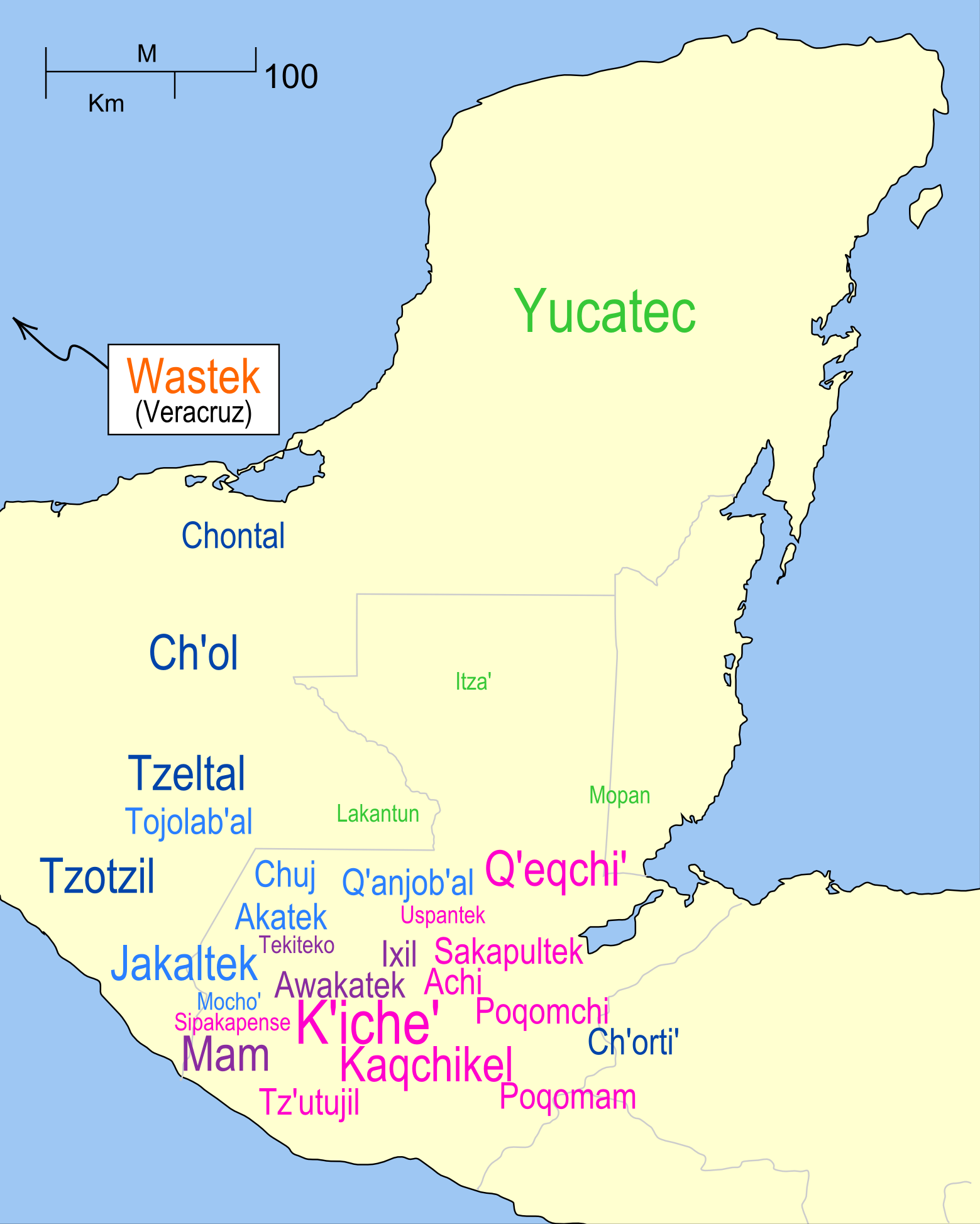
馬雅語族的地理分布。

  - 奇可姆克爾提克語（Chicomucelteco）
- 坎合巴祖赫語支
  - 祖赫語（Chuj）
  - 托霍拉瓦爾語（Tojolabal）
  - 波普提語（Jacalteko）
  - 坎合巴語（Q'anjob'al）
  - （Akateko）
  - 莫丘語（Mocho'）
- 基切馬梅語支
  - 馬梅語（Mam）
  - 伊西爾語（Ixil）
  - 凱克其語（Q'eqchi'）
  - 波克曼語（Poqommam）
  - 基切亞支
    - 基切語（K'iche'）
    - 喀克其奎語（Kaqchikel）
    - 蘇都伊語（Tz'utuhil）
- 猶加敦語支
  - 伊薩語（Itzaj）
  - 拉坎冬語（Lacandon）
  - 莫潘語（Mopan）
  - 猶加敦馬雅語（Yucateco）

## 語言的起源
一般認同馬雅的文字系統乃承自奧爾梅克文明（Schele & Freidel，1990；Soustelle，1984），但奧爾梅克人的語言與早先馬雅人的語言的關係仍尚待釐清。

## 外部連結
- http://www.ethnologue.com/show_family.asp?subid=90711 （页面存档备份，存于）
- Maya - English Dictionary （页面存档备份，存于）（英語）
- Yucatec - English Dictionary（英語）
- The Mayan Languages- A Comparative Vocabulary 包括31種馬雅語族的語言，超過40,000個詞條（英語）
- English Words and their Classic Maya Equivalents （页面存档备份，存于）（英語）